# Mathematics in Ancient Egypt: A Contextual History
 (novembre 2023).

Mathematics in Ancient Egypt: A Contextual History est un livre d'Annette Imhausen traitant des mathématiques dans l'Égypte antique. Il a été publié par la Princeton University Press en 2016.

## Sujets traités
En plus de dresser un portrait des mathématiques de l'Égypte antique, dont l'histoire s'étend sur près de trois mille ans, le livre fournit également des informations de référence sur la culture et la société de l'époque, ainsi que sur le rôle que jouaient les mathématiciens dans cette dernière. Cette approche du sujet vise à comprendre les mathématiques égyptiennes d’un point de vue culturel plutôt que d’essayer de les traduire avec des idées et des notations issues des mathématiques modernes (comme ce qui a été fait dans des travaux antérieurs sur les cultures antiques). Le livre met particulièrement l'accent sur le statut d'élite des scribes, la classe égyptienne chargée des calculs mathématiques, l'approche pratique plutôt que théorique des mathématiques adoptée par ces derniers, et la manière dont les conceptualisations égyptiennes des nombres ont affecté les méthodes qu'ils ont utilisées pour résoudre des problèmes mathématiques.
Conformément à ce changement d'approche, le livre est classé par périodes plutôt que par sujets mathématiques. Après une introduction qui passe en revue les études antérieures sur le sujet et appelle à une réévaluation de leurs conclusions, il divise son histoire en cinq grandes époques : l'Égypte préhistorique et le début de la période dynastique, l'Ancien Empire, le Moyen Empire, le Nouvel Empire et l'Égypte hellénistique et romaine.
Les sujets abordés dans le livre comprennent les systèmes de numérotation égyptiens, sous forme orale et écrite (hiéroglyphique), l'arithmétique, les fractions égyptiennes et les systèmes de mesure, leur calendrier lunaire, les calculs de volumes de solides et les problèmes écrits liés à la mesure de la bière et des céréales. De plus, il couvre l'utilisation des mathématiques par les scribes dans la conception architecturale et la mesure des terrains. Bien que des problèmes tels que la tentative de déduire les règles utilisées par les scribes pour calculer leurs tableaux de représentations de fractions de la forme 2/n aient suscité par le passé de nombreux efforts, ce genre d'exercice mathématique a été évité ici au profit d'une description de la façon dont les Égyptiens utilisaient ces tables et d'autres méthodes mathématiques pour résoudre des problèmes pratiques.
Les documents attestant des connaissances mathématiques égyptiennes étant rares, une grande partie de l'histoire du livre provient d'autres objets moins directement liés aux mathématiques, notamment les réalisations architecturales égyptiennes, leurs objets funéraires, leurs dossiers fiscaux, leurs écrits administratifs et leur littérature. Le livre traite également des problèmes mathématiques et de leurs solutions enregistrées à partir du petit nombre de documents mathématiques ayant survécu, notamment le papyrus Rhind, le Papyrus d'El-Lahoun, le papyrus mathématique de Moscou, le rouleau de cuir des mathématiques égyptiennes, le Papyrus Carlsberg 30 , et l'ostraca Senmut 153 et Turin 57170, placés dans leur contexte par comparaison avec d'autres objets et textes de l'Égypte antique moins directement liés aux mathématiques, tels que l'Enseignement d'Amenemopet, le papyrus Harris, le papyrus Wilbour et le papyrus Anastasi I.

## Accueil
Selon le critique Kevin Davis, le public visé par le livre est « à mi-chemin entre un lectorat spécialisé et un lectorat général ». Cette opinion est partagée par Alex Criddle, qui indique que « ceux qui ne s'intéressent pas particulièrement aux mathématiques peuvent le trouver très sec et difficile à comprendre » mais qu'il devrait être lu par « toute personne intéressée par l'histoire des mathématiques, l'égyptologie ou la culture égyptienne ». Bien que peu de connaissances spécialisées soient nécessaires pour lire ce livre, les lecteurs sont censés comprendre les concepts de base de l'arithmétique moderne et avoir une idée générale de la géographie égyptienne. Le critique Victor Pambuccian considère le livre comme excessivement hostile à l'étude mathématique des mathématiques égyptiennes, tandis que le critique Stephen Chrisomalis le considère comme comblant un fossé de longue date entre les historiens du monde antique et les historiens des mathématiques, et voit le livre comme destiné principalement à des spécialistes dans ces domaines.
Pambuccian reproche au livre d'accorder un crédit erroné à des historiens ultérieurs dont les idées reprennent celles d'Oswald Spengler, et Chrisomalis s'insurge contre le fait que l'ouvrage considère les chiffres hiératiques comme équivalents aux chiffres décimaux à des fins de calcul. Martine Jansen demande plus d'exemples, et, de la même manière, le critique Joaquim Eurico Anes Duarte Nogueira suggère que plus de photos et des ajouts supplémentaires sur les jeux égyptiens auraient rendu la présentation plus attrayante. Nogueira se plaint également que l'utilisation massive d'une notation basée sur celle des Égyptiens, plutôt que d'une traduction en notation moderne, rend l'ouvrage difficile à suivre. Il ajoute que même si le livre semble destiné à un public populaire, il pense qu'il intéressera davantage les spécialistes du domaine. En revanche, le critique Glen Van Brummelen écrit que « les explications du livre sont approfondies et généralement faciles à comprendre, même pour un profane intéressé », et le critique Calvin Johnsma loue spécifiquement les efforts du livre pour présenter les mathématiques égyptiennes antiques pour ce qu'elles étaient plutôt que de le convertir en formes modernes, en évitant les distorsions anachroniques de la notation algébrique moderne. D'un autre côté, Johnsma aurait préféré voir une couverture plus approfondie de la nature algébrique des techniques égyptiennes de résolution de problèmes, de l'évolution de leurs notions de fractions et de leur géométrie.
Bien que Nogueira qualifie le livre de « bon, mais pas excellent », d'autres critiques sont plus positives. Le critique H. Rindler qualifie l'ouvrage « d'excellente introduction à l'état actuel des connaissances », Davis indique qu'il « dépasse largement » les autres livres traitant du même sujet, et Johnsma le décrit comme « une étude profondément informée, à jour et contextualisée, de magistral et de très accessible aux non-experts ».